# 大刀会
大刀会（だいとうかい）は、中国清代に発生した民間の自衛組織である。別名として「金鐘罩」「鉄布衫」「金龍照」「仁義会」ともいう。会員は農民が中心で、都市の手工業者・貧しい知識人・小商人などもいて、山東省・河南省・安徽省・江蘇省に広がった。
大刀会は白蓮教の流れをくむ民間宗教八卦教の武揚組織として発足した。会内では離門と坎門の2つに分かれていた。離門は香を焚き呪文を唱え、刀や槍は持たなかった。坎門は壇場を設立して刀や槍の修業を行うという、宗教的な色彩を帯びた武術結社であった。彼らは呼吸法・霊薬・呪符を飲み込むことによって不死身となり、弾丸を跳ね返すと喧伝した。
発足当初は日清戦争後の治安低下によって蔓延った土匪に対する自衛組織として活動していたが、山東半島でドイツ・イギリスのミショナリー活動が盛んになると、帝国主義政策を背景としたキリスト教会と闘争を行うようになった。
1896年6月、江蘇省碭山（現在は安徽省に属す）の大刀会の首領龐盛選（または龐三傑）はキリスト教徒とトラブルになり、山東省の曹県や単県などの大刀会に援助を求めた。山東省の大刀会の首領劉士瑞は彭桂林に群衆千人を率いさせて碭山に派遣し、大刀会は碭山の劉堤頭にあった教会を焼き打ちした。銅山（現在は江蘇省に属す）・豊県・蕭県（現在は安徽省に属す）など各地の大刀会も呼応したが、山東省と江蘇省の清軍によって鎮圧された。1897年7月、碭山の大刀会は再度教会を破壊し、銅山・豊県の会衆も蜂起の準備を進めたが、またもや鎮圧されてしまった。
一連の騒動に対する官の姿勢に不満を持ったメンバーは、1897年に山東省の曹州で2名のドイツ人神父を殺害して官を窮地に立たせることを画策し、鉅野事件へと発展する。その結果、ドイツによって膠州湾が占領されると列強からの清国政府への外交圧力が高まり、平民と教民の争いが激しくなった。神霊を憑依することで徒手で西洋武器に対抗できるという触れ込みによって、大刀会武術の拳廠が山東各地に作られ「神拳」「羲和神拳」として大衆化していった。
大刀会の反教会闘争は、義和団の乱の先駆をなすものであったといえる。
辛亥革命のときには大刀会は張継・宋教仁ら革命派を支持している。
1920年代の軍閥混戦期には、匪賊・軍閥・徴税吏（後には共産党や日本軍）から村を守るために大刀会は再び勢力を増した。また華北での混乱を避けて満州への移住が盛んになったために、満州でも結成されるようになった。そのため1932年に満州国が成立すると、大刀会は抗日義勇軍の一角を担った。